# Kerntechnischer Ausschuss
Der Kerntechnische Ausschuss (KTA) wurde 1972 nach dem Vorbild des Deutschen Dampfkessel-Ausschusses (DDA, 1923) gegründet. Er hat die Aufgabe, auf Gebieten der Kerntechnik, bei denen sich auf Grund von Erfahrungen eine einheitliche Meinung von Fachleuten der Hersteller, Ersteller und Betreiber von kerntechnischen Anlagen, der Gutachter und der Behörden abzeichnet, sicherheitstechnische Regeln aufzustellen und deren Anwendung zu fördern.
Diese Regeln, die mit dem Kürzel „KTA“ gekennzeichnet sind (ähnlich wie z. B. deutsche Normen mit „DIN“), dienen der Konkretisierung von sicherheitstechnischen Anforderungen an kerntechnische Anlagen und sind Teil des kerntechnischen Regelwerks. Die KTA-Regeln geben also verbindlich vor, welche Maßnahmen die Betreiber von kerntechnischen Anlagen zur Erreichung der nach dem Stand von Wissenschaft und Technik erforderlichen Vorsorge gegen Schäden zu treffen haben.

## Mitglieder
Der KTA besteht aus 35 (bis 2012: 50) Mitgliedern. Zur Verabschiedung von KTA-Regeln ist eine 5/6-Mehrheit (30 Stimmen) der berufenen Mitglieder erforderlich. Jede der fünf KTA-Fraktionen (Hersteller, Betreiber, Behörden, Gutachter und Sonstige) hat somit eine Sperrminorität und es besteht ein „Zwang zum Konsens“.
Der KTA setzt sich zusammen aus:
- 7 Vertretern der Hersteller und Ersteller von Atomanlagen;
- 7 Vertretern der Betreiber von Atomanlagen;
- 7 Vertretern der atomrechtlichen Aufsichtsbehörden, davon
  - 5 Vertretern der zuständigen Ministerien bzw. Senatoren der Länder und
  - 2 Vertretern des Bundesministeriums für Umwelt, Klimaschutz, Naturschutz und nukleare Sicherheit;
- 7 Vertretern der Gutachter- und Beratungsorganisationen, davon
  - 4 Vertretern des TÜV-Verband e. V. (ehemals VdTÜV);
  - 1 Vertreter der Gesellschaft für Anlagen- und Reaktorsicherheit (GRS) mbH;
  - 1 Vertreter der Reaktor-Sicherheitskommission (RSK);
  - 1 Vertreter der Strahlenschutzkommission (SSK);
- 7 Vertretern der folgenden Behörden, Organisationen und Stellen:
  - 1 Vertreter des Bundesministeriums für Wirtschaft und Energie;
  - 1 Vertreter der Arbeitsgemeinschaft der für das Bau-, Wohnungs- und Siedlungswesen zuständigen Minister der Länder;
  - 1 Vertreter der nuklearen Forschungseinrichtungen und Forschungsreaktoren;
  - 1 Vertreter der Träger der gesetzlichen Unfallversicherung;
  - 1 Vertreter der Gewerkschaften;
  - 1 Vertreter der Sach- und Haftpflichtversicherer;
  - 1 Vertreter des Deutschen Instituts für Normung (DIN) e. V.

## Organisation
Die Durchführung der Geschäfte des KTA obliegt einer Geschäftsstelle (KTA-GS), die von einem Geschäftsführer nach den Weisungen des KTA-Präsidiums geleitet wird und die dem Bundesamt für die Sicherheit der nuklearen Entsorgung (BASE) (seit Januar 2017; vorher: Bundesamt für Strahlenschutz (BfS)) verwaltungsorganisatorisch angegliedert ist.
Die Regelarbeit erfolgt überwiegend in Unterausschüssen und zugehörigen Arbeitsgremien, in die die fünf Fraktionen unentgeltlich Fachleute entsenden (derzeit sieben Unterausschüsse, 45 Arbeitsgremien und Arbeitskreise mit insgesamt ca. 650 Mitgliedern). KTA-Regeln werden spätestens alle fünf Jahre auf ihre Änderungsbedürftigkeit bzw. Weitergültigkeit überprüft. Stand: 23. April 2024 gibt es 88 gültige KTA-Regeln, eine dieser Regeln ist derzeit in Überarbeitung begriffen.